# Tubificoides denouxi
Tubificoides denouxi är en ringmaskart som beskrevs av John F. Shirley och Loden 1982. Tubificoides denouxi ingår i släktet Tubificoides och familjen glattmaskar. Inga underarter finns listade i Catalogue of Life.